# Unione Sportiva Triestina 1951-1952
Questa voce raccoglie le informazioni riguardanti l'Unione Sportiva Triestina nelle competizioni ufficiali della stagione 1951-1952.

## Stagione
La Triestina nella Serie A 1951-1952 si classifica al diciassettesimo posto con 32 punti, al pari della Lucchese. Per evitare la retrocessione vince gli spareggi contro la Lucchese e quindi con il Brescia, seconda in Serie B.

## Rosa
| N. |                      | Ruolo | Calciatore          |
| -- | -------------------- | ----- | ------------------- |
|    | Italia (bandiera)    | P     | Gino Cantoni        |
|    | Italia (bandiera)    | P     | Antonio Nuciari     |
|    | Italia (bandiera)    | D     | Carlo Belloni       |
|    | Italia (bandiera)    | D     | Mario Claut         |
|    | Italia (bandiera)    | D     | Marco Mariuzza      |
|    | Italia (bandiera)    | D     | Renato Valenti      |
|    | Italia (bandiera)    | D     | Corrado Zorzin      |
|    | Italia (bandiera)    | C     | Mario Begni         |
|    | Italia (bandiera)    | C     | Luciano Carnier     |
|    | Italia (bandiera)    | C     | Giovanni Ciccarelli |
|    | Argentina (bandiera) | C     | José Curti          |

| N. |                           | Ruolo | Calciatore        |
| -- | ------------------------- | ----- | ----------------- |
|    | Italia (bandiera)         | C     | Aldo Dorigo       |
|    | Italia (bandiera)         | C     | Euro Giannini     |
|    | Cecoslovacchia (bandiera) | C     | Josef Kaiml       |
|    | Italia (bandiera)         | C     | Francesco Petagna |
|    | Italia (bandiera)         | C     | Carlo Redolfi     |
|    | Paraguay (bandiera)       | A     | Felix Benegas     |
|    | Italia (bandiera)         | A     | Enore Boscolo     |
|    | Italia (bandiera)         | A     | Domenico De Vito  |
|    | Italia (bandiera)         | A     | Bruno Ispiro      |
|    | Italia (bandiera)         | A     | Carlo Maluta      |
|    | Italia (bandiera)         | A     | Plinio Petrozzi   |

## Calciomercato
| Acquisti | Acquisti        | Acquisti      | Acquisti   |
| R.       | Nome            | da            | Modalità   |
| -------- | --------------- | ------------- | ---------- |
| D        | Carlo Belloni   | Milan         | definitivo |
| C        | Luciano Carnier | Milan         | definitivo |
| C        | José Curti      | Padova        | definitivo |
| A        | Carlo Maluta    | Edera Trieste | definitivo |

| Cessioni | Cessioni      | Cessioni | Cessioni   |
| R.       | Nome          | a        | Modalità   |
| -------- | ------------- | -------- | ---------- |
| D        | Pietro Grosso | Milan    | definitivo |
| D        | Antonio Sessa | Padova   | definitivo |
| A        | Sergio Pison  | Cagliari | definitivo |

## Risultati

### Serie A

#### Girone di andata
| Arbitro: | Silvano (Torino) |

|                                                    |           |           |
| Skoglund 17’ Armano 21’ Nyers 22’, 60’, 69’ (rig.) | Marcatori | 36’ Kaiml |

| Arbitro: | Massai (Pisa) |

|             |           |  |
| Boscolo 13’ | Marcatori |  |

| 23 settembre 1951 3ª giornata | Como | 2 – 0 | Triestina |  |

| 30 settembre 1951 4ª giornata | Triestina | 0 – 0 | Udinese |  |

| 7 ottobre 1951 5ª giornata | Novara | 5 – 0 | Triestina |  |

| 14 ottobre 1951 6ª giornata | Triestina | 0 – 3 | Juventus |  |

| 21 ottobre 1951 7ª giornata | Bologna | 2 – 1 | Triestina |  |

| 28 ottobre 1951 8ª giornata | Triestina | 3 – 1 | Lucchese |  |

| 4 novembre 1951 9ª giornata | Palermo | 1 – 0 | Triestina |  |

| 18 novembre 1951 10ª giornata | Triestina | 0 – 1 | Torino |  |

| 2 dicembre 1951 11ª giornata | Padova | 0 – 0 | Triestina |  |

| 9 dicembre 1951 12ª giornata | Triestina | 1 – 1 | Legnano |  |

| 16 dicembre 1951 13ª giornata | Napoli | 0 – 0 | Triestina |  |

| 23 dicembre 1951 14ª giornata | Triestina | 2 – 1 | SPAL |  |

| 30 dicembre 1951 15ª giornata | Fiorentina | 2 – 1 | Triestina |  |

| 6 gennaio 1952 16ª giornata | Triestina | 3 – 0 | Pro Patria |  |

| 13 gennaio 1952 17ª giornata | Triestina | 3 – 1 | Atalanta |  |

| 20 gennaio 1952 18ª giornata | Milan | 2 – 0 | Triestina |  |

| 27 gennaio 1952 19ª giornata | Triestina | 1 – 1 | Lazio |  |

#### Girone di ritorno
| Arbitro: | Orlandini (Roma) |

|                |           |                                    |
| Ciccarelli 27’ | Marcatori | 53’ Lorenzi 59’ Nyers 77’ Broccini |

| Arbitro: | Valsecchi (Milano) |

|                               |           |             |
| Bassetto 14’, 48’, 52’ (rig.) | Marcatori | 69’ Boscolo |

| 17 febbraio 1952 22ª giornata | Triestina | 2 – 0 | Como |  |

| 24 febbraio 1952 23ª giornata | Udinese | 3 – 0 | Triestina |  |

| 9 marzo 1952 24ª giornata | Triestina | 2 – 2 | Novara |  |

| 16 marzo 1952 25ª giornata | Juventus | 2 – 1 | Triestina |  |

| 23 marzo 1952 26ª giornata | Triestina | 4 – 1 | Bologna |  |

| 30 marzo 1952 27ª giornata | Lucchese | 1 – 2 | Triestina |  |

| 6 aprile 1952 28ª giornata | Triestina | 2 – 0 | Palermo |  |

| 13 aprile 1952 29ª giornata | Torino | 5 – 2 | Triestina |  |

| 20 aprile 1952 30ª giornata | Triestina | 2 – 1 | Padova |  |

| 27 aprile 1952 31ª giornata | Legnano | 1 – 3 | Triestina |  |

| 4 maggio 1952 32ª giornata | Triestina | 0 – 0 | Napoli |  |

| 11 maggio 1952 33ª giornata | SPAL | 1 – 1 | Triestina |  |

| 18 maggio 1952 34ª giornata | Triestina | 2 – 3 | Fiorentina |  |

| 1º giugno 1952 35ª giornata | Pro Patria | 2 – 2 | Triestina |  |

| 8 giugno 1952 36ª giornata | Atalanta | 7 – 1 | Triestina |  |

| 15 giugno 1952 37ª giornata | Triestina | 1 – 1 | Milan |  |

| 22 giugno 1952 38ª giornata | Lazio | 4 – 1 | Triestina |  |

## Statistiche

### Statistiche di squadra
| Competizione | Punti | In casa | In casa | In casa | In casa | In casa | In casa | In trasferta | In trasferta | In trasferta | In trasferta | In trasferta | In trasferta | Totale | Totale | Totale | Totale | Totale | Totale | DR  |
| Competizione | Punti | G       | V       | N       | P       | Gf      | Gs      | G            | V            | N            | P            | Gf           | Gs           | G      | V      | N      | P      | Gf     | Gs     | DR  |
| ------------ | ----- | ------- | ------- | ------- | ------- | ------- | ------- | ------------ | ------------ | ------------ | ------------ | ------------ | ------------ | ------ | ------ | ------ | ------ | ------ | ------ | --- |
| Serie A      | 32    | 19      | 9       | 6       | 4       | 30      | 20      | 19           | 2            | 4            | 13           | 17           | 48           | 38     | 11     | 10     | 17     | 47     | 68     | -21 |

### Statistiche dei giocatori
| Giocatore     | Serie A  | Serie A |
| Giocatore     | Presenze | Reti    |
| ------------- | -------- | ------- |
| M. Begni      | 14       | 1       |
| C. Belloni    | 34       | 0       |
| F. Benegas    | 4        | 0       |
| E. Boscolo    | 34       | 11      |
| G. Cantoni    | 3        | -4      |
| L. Carnier    | 2        | 0       |
| G. Ciccarelli | 29       | 4       |
| M. Claut      | 1        | 0       |
| J. Curti      | 24       | 9       |
| D. De Vito    | 30       | 5       |
| A. Dorigo     | 2        | 0       |
| E. Giannini   | 26       | 1       |
| B. Ispiro     | 32       | 7       |
| J. Kaiml      | 9        | 2       |
| C. Maluta     | 2        | 0       |
| M. Mariuzza   | 37       | 0       |
| A. Nuciari    | 35       | -64     |
| F. Petagna    | 36       | 2       |
| P. Petrozzi   | 15       | 2       |
| C. Redolfi    | 15       | 0       |
| R. Valenti    | 10       | 0       |
| C. Zorzin     | 24       | 3       |